# Hovdebreen
Der Hovdebreen ist ein Gletscher an der Prinz-Harald-Küste des ostantarktischen Königin-Maud-Lands. Er liegt südlich der Langhovde und mündet in die Hovdebukta.
Wissenschaftler des Norwegischen Polarinstituts benannten ihn 1972 in Anlehnung an die Benennung der Langhovde.